# بارلاخ ۶۴۲۸
سیارک ۶۴۲۸ (به انگلیسی: 6428 Barlach، نامگذاری:3513P-L) شش هزار و چهارصد و بیست و هشتمین سیارک کشف شده‌است که در ۱۷ اکتبر ۱۹۶۰ کشف شد.
قدر مطلق سیارک برابر ۱۳٫۰۰ است.